# Burgstädt
Burgstädt (phát âm tiếng Đức: [ˈbʊɐ̯kʃtɛt]) là một thị xã thuộc huyện Mittelsachsen, trong bang tự do Sachsen, nước Đức. Đô thị Burgstädt có diện tích 25,76 km², dân số thời điểm ngày 31 tháng 12 năm 2005 là 11.884 người. Thị trấn có cự ly 12 km về phía tây bắc của Chemnitz.